# Eliica
De Eliica (Electric Lithium-Ion battery Car) (Japans: エリーカ) is een Japanse, door accu's aangedreven, elektrische auto. Deze conceptauto werd ontworpen en gebouwd door een team onder leiding van professor Hiroshi Shmizu aan de Keio-universiteit in Tokio.
De 5,1 meter lange auto accelereert van 0 tot 100 km/h in slechts vier seconden, sneller dan een Porsche 911 Turbo. In 2004 haalde hij op een testcircuit in Italië een snelheid van 370 kilometer per uur. Het uiteindelijke doel van het team is een snelheid van 400 km/h. Daarmee zou de auto sneller zijn dan de snelste voor de openbare weg goedgekeurde auto met een benzinemotor.
De aerodynamische auto weegt 2.400 kilogram en biedt plaats aan de chauffeur en drie passagiers. De voorportieren zijn conventioneel uitgevoerd maar de achterportieren zijn vleugeldeuren. In de auto bevinden zich vier series van elk 80 lithium-ion-accu's, die in ongeveer 10 uur via het lichtnet kunnen worden opgeladen.
De auto heeft acht wielen, waarvan de voorste vier gebruikt worden om te sturen. In elk wiel zit een elektromotor met een vermogen van 60 kW (80 pk). Het aldus ontstane totaal vermogen van 480 kW zorgt voor een constante acceleratie van 0,8 g. Naast de mogelijkheid tot recuperatief remmen zit in elk wiel bovendien een schijfrem.
Er werden twee uitvoeringen van de Eliica ontworpen en vervaardigd: één gebouwd op snelheid en één gebouwd op acceleratie. Het snelheidsmodel, vooral bedoeld voor op het racecircuit, heeft zoals eerder vermeld een topsnelheid van 370 km/h, die gecombineerd wordt met een actieradius van 200 kilometer. Het acceleratiemodel, meer bedoeld voor dagelijks gebruik, haalt "slechts" 190 km/h en heeft een actieradius van 320 kilometer.
Dankzij sponsoring door het bedrijfsleven zakte de prijs tot (2007) zo'n 250.000 Amerikaanse dollar. De bedoeling was dat er ten minste 200 exemplaren gebouwd gingen worden. De auto werd echter niet gebouwd voor consumenten omdat er maar twee pre-orders geplaatst werden.